# Große Seekarspitze
Große Seekarspitze är en bergstopp i Österrike.   Den ligger i distriktet Innsbruck-Land och förbundslandet Tyrolen, i den västra delen av landet, 400 km väster om huvudstaden Wien. Toppen på Große Seekarspitze är 2 677 meter över havet, eller 166 meter över den omgivande terrängen. Bredden vid basen är 1,1 km.
Terrängen runt Große Seekarspitze är huvudsakligen bergig. Runt Große Seekarspitze är det ganska tätbefolkat, med 166 invånare per kvadratkilometer.. Närmaste större samhälle är Innsbruck, 15,8 km söder om Große Seekarspitze. 
Trakten runt Große Seekarspitze består i huvudsak av gräsmarker.